# Cliorismia ardea
Cliorismia ardea – gatunek muchówki z podrzędu krótkoczułkich i rodziny dziewierkowatych.
Gatunek ten opisany został w 1794 roku przez Johana Christiana Fabriciusa jako Rhagio ardea.
Muchówka o ciele długości od 9,5 do 14 mm. Głowa jest u samca holoptyczna lub prawie holoptyczna, zaś u samicy jest dychoptyczna. Śródplecze samicy jest łupkowo szare z parą jasnych pręg, zaś u samca matowe i bez pręg. Chetotaksja tułowia obejmuje 3 szczecinki przedskrzydłowe, 2 nadskrzydłowe, 1 zaskrzydłową i 2 pary śródplecowych. Skrzydła są lekko przydymione, a przezmianki białe. Odnóża mają czarne biodra i w większości uda, oraz żółte końcówki ud, golenie i stopy. Samica ma odwłok zakończony kolczastym pokładełkiem. U samca aparat kopulacyjny ma czerwonożółtą barwę.
Owad palearktyczny, znany z Norwegii, Francji, Belgii, Holandii, Niemiec, Szwajcarii, Austrii, Czech, Węgier i Polski. Owady dorosłe są aktywne od czerwca do sierpnia.